# Alexandre Netchvolodov
 (mars 2011).
Si vous disposez d'ouvrages ou d'articles de référence ou si vous connaissez des sites web de qualité traitant du thème abordé ici, merci de compléter l'article en donnant les références utiles à sa vérifiabilité et en les liant à la section « Notes et références ».
Pour les articles homonymes, voir Mikhaïl Netchvolodov.
Alexandre Dmitrievitch Netchvolodoff (en russe : Александр Дмитриевич Нечволодов), né à Saint-Pétersbourg le 25 mars 1864 et mort le 25 décembre 1938 à Paris, est lieutenant-général et essayiste russe ayant commandé au sein de l'armée impériale russe.

## Biographie
Noble du gouvernement de Iekaterinoslav et fils du général-major Dmitri Ivanovitch Netchvolodoff, Alexandre Dmitrievitch participe à la guerre russo-japonaise ainsi qu'à la Première Guerre mondiale.
Après la révolution russe de 1917, il rejoindra par le camp de l'opposition monarchiste au bolchévisme (russes blancs). Il finira exilé en France. Dans un essai, il a exploré les rapports entre l'activité universelle du judaïsme contemporain et la révolution russe.
Son livre, L'Histoire de la Terre Russe, fut mis au pilon par ordre du Gouvernement des Soviets et interdit en Russie.

## Thèses
Il est un tenant des thèses du judéo-bolchévisme et de la judéo-maçonnerie qu'il développe dans son livre L'Empereur Nicolas II et les Juifs.

## Publications
- L'Empereur Nicolas II et les Juifs, Étienne Chiron, Paris, 1924, ASIN B00RKSOIGW Texte en ligne; Google Play.
- Essai sur la psychologie d'un chef d'armée, d'après la correspondance de Napoléon en 1813. Saint-Pétersbourg,
- De la Ruine au Bien-Être. Étude Économique. Saint-Pétersbourg, 1906.
- La Monnaie Russe. Saint-Pétersbourg 1906.
- Histoire de la Terre Russe. 1re partie. Nikolaiew, 1909. Edit. de la Confrérerie près l'église Saint-Nicolas du 58e régiment d'infanterie de Prague.
- Histoire de la Terre Russe. 1re et 2e parties. Saint-Pétersbourg, 1910, 1911. Edit. du Courrier Rural.
- Histoire de la Terre Russe. 1re , 2e, 3e et 4e parties, ornées de 1384 gravures, de plusieurs cartes géographiques et tables généalogiques, Saint-Pétersbourg 1913.
- La Russie et les Juifs - de la Révolution Française de 1789 à la Révolution Russe de 1905 : (inédit)
- Les Juifs et la Grande Guerre : (inédit)
- L'Assassinat de l'Empereur Nicolas II par les Juifs : (inédit)